# Debora Petrina
Debora Petrina, nota anche come Petrina (Cittadella, 13 marzo 1972), è una cantautrice, pianista, compositrice e performer italiana.

## Biografia
Petrina inizia la carriera musicale come pianista contemporanea. Il suo esordio discografico avviene nel 2003, con Early and Unknown Piano Works, raccolta di brani inediti del compositore Morton Feldman.
Negli anni successivi inizia a comporre musica e a cantare, ottenendo nel 2007 il Premio Ciampi. Nel 2009 pubblica In doma, il suo primo lavoro come cantautrice. All'incisione partecipano come ospiti Elliott Sharp, Emir Bijukic, Amy Kohn e Ascanio Celestini. L'album ottiene il favore della critica, il Premio Rivelazione Indie-Pop al MEI 2009 e il Premio SIAE x DEMO 2010, assegnato dalla trasmissione di Rai Radio 1 Demo, l'Acchiappatalenti. I suoi brani vengono selezionati e trasmessi da David Byrne all'interno della sua web radio.
In parallelo, continua l'attività come pianista partecipando all'incisione di Four Pianos, album uscito nel 2013 per la Stradivarius,  che raccoglie prime assolute di Sylvano Bussotti.
Nell'aprile 2013 è uscito il suo terzo album, Petrina (AlaBianca/Warner). Il disco contiene numerose collaborazioni, tra cui quella con John Parish, che suona il solo di chitarra in Princess, e con David Byrne, che apre il brano Lina cantando in italiano. Il disco, che vede anche la collaborazione del compositore e polistrumentista Jherek Bischoff,  si chiude con un brano per voce, pianoforte e orchestra. Nel novembre 2013 è uscito un EP di 5 remix della canzone Princess, contenuta nell'album, con la voce di Petrina e l'elettronica di Gianni 'Bertoxi' Bertoncini. 
Nel 2013 ha collaborato con Paolo Fresu, esibendosi in un doppio concerto al festival Time in Jazz, in cui ha suonato in trio e in piano solo.
Nel 2015 ha pubblicato il disco di cover Roses of the Day per l'etichetta di Paolo Fresu, Tuk Voice, in cui ha riarrangiato brani di artisti tra cui David Byrne, Nick Drake, David Sylvian, Annie Lennox e Piero Ciampi.
Il 29 aprile 2016 è uscito Be Blind, sempre per Ala Bianca, anticipato dal singolo Supercharged Machine. Il disco è costituito da dieci tracce, di genere rock con influenze jazz e suoni elettronici, ed è cantato interamente in inglese. A partire dal 2017 porta in scena lo spettacolo Le cose che succedono di notte in coppia con Tiziano Scarpa, in cui alterna le prorie canzoni ai racconti dell'autore.
In parallelo all'attività da musicista Petrina compone anche colonne sonore per teatro, cinema e danza, ed è lei stessa danzatrice e performer.
Nel 2022 esce il suo ottavo album L'Età del Disordine, il suo primo lavoro interamente cantato in italiano.

## Discografia

### Album
- 2003 – Early and Unknown Piano Works (OgreOgress)
- 2009 – In doma (autoprodotto)
- 2013 – Petrina (Ala Bianca/Warner)
- 2015 – Roses of the Day (Tuk Voice)
- 2016 – Be Blind (Ala Bianca)
- 2022 – L'età del disordine (Alter Erebus)[26]
- 2022 – Nuovomondo Symphonies (Zoar Records) con Giovanni Mancuso[27]

### EP
- 2013 – Princess (5 Remixes) (autoprodotto) con Bertoxi

### Compilation
- 2004 – Nicolas Collins, A Call for Silence (Sonic Arts Network) pianoforte nella traccia #3[28]
- 2010 – Il premio dei premi (Toast Records) con il brano A ce soir
- 2010 – La leva cantautorale degli anni zero (Ala Bianca) con il brano I fuochi d'artificio

### Collaborazioni
- 2008 – Morton Feldman, Barbara Monk Feldman, Strings, Keyboard, Percussion, Voices, Horn (OgreOgress)
- 2013 – Sylvano Bussotti, Four Pianos (Stradivarius)

## Premi
- Premio Ciampi 2007
- MEI - Premio Rivelazione Indie-Pop 2009
- Premio SIAE x DEMO 2010